# Фитч, Вал Логсдон
Вал Логсдон Фитч (англ. Val Logsdon Fitch; 10 марта 1923, Мерриман, Небраска — 5 февраля 2015, Принстон, Нью-Джерси) — американский физик-ядерщик. Совместо с Джеймсом Кронином был удостоен Нобелевской премии по физике 1980 года за эксперимент 1964 года с использованием протонного синхротрона AGS в Брукхейвенской национальной лаборатории, который доказал, что некоторые субатомные реакции не подчиняются фундаментальным принципам симметрии. В частности, исследуя распад К-мезонов, они доказали, что реакция, протекающая в обратном направлении, не повторяет путь исходной реакции, что показало, что реакции субатомных частиц могут зависить от направления времени. Таким образом, было обнаружено явление нарушения CP-симметрии. Это разрушило веру физиков в то, что законы природы подчиняются симметрии.
Фитч родился на скотоводческом ранчо недалеко от Мерримана, штат Небраска . Во время Второй мировой войны его призвали в армию США, и он работал над Манхэттенским проектом в Лос-Аламосской лаборатории в Нью-Мексико. Позже он окончил Макгиллский университет и защитил докторскую диссертацию по физике в 1954 году в Колумбийском университете. Он преподавал в Принстонском университете с 1954 года до выхода на пенсию в 2005 году.

## Ранний период жизни
Вэл Логсдон Фитч родился на ранчо недалеко от Мерримана в штате Небраска 10 марта 1923 года и был младшим из троих детей владельца ранчо Фреда Фитча и его жены Фрэнсис, урождённой Логсдон — школьной учительницы. У него были старшие брат и сестра. Семейная ферма имела площадь около 4 квадратные мили (10 км2), что соответствовало небольшим размерам, и его отец специализировался на выращивании племенного скота. Вскоре после его рождения его отец был тяжело ранен в результате несчастного случая, связанного с верховой ездой, и больше не мог работать на своём ранчо, поэтому семья переехала в соседний город Гордон в штате Небраска, где Фред занялся страховым бизнесом. Здесь В. Л. Фитч пошёл в школу и окончил среднюю школу Гордона в 1940 году лучшим учеником.

## Манхэттенский проект
В. Л. Фитч проучился в Чадронском государственном колледже в течение трёх лет, затем поступил в Северо-Западный университет. Это было во время Второй мировой войны; его учёба была прервана призывом в армию США в 1943 году. После прохождения базовой подготовки его направили в Технологический институт Карнеги для обучения по программе армейской специализированной подготовки (ПАСП). В рамках этой программы около 200 000 солдат прошли интенсивные курсы в колледжах. В. Л. Фитч участвовал в программе менее года, прежде чем военные потребности в солдатах стали слишком велики, и армия прекратила программу. Большинство солдат ПАСП были направлены в боевые части, но В. Л. Фитч был одним из около сотни солдат ПАСП, которые присоединились к Специальному инженерному отряду (СИО), который предоставил столь необходимых технических специалистов для Манхэттенского проекта.
Армия направила В. Л. Фитча в лабораторию Манхэттенского проекта в Лос-Аламосе в Нью-Мексико. К середине 1944 года около трети технических специалистов в Лос-Аламосе были из СИО. Там он встретил многих известных физиков, включая Н. Бора, Дж. Чедвика, Э. Ферми, И. А. Раби, Б. Росси, Э. Дж. Сегре, Э. Теллера и Р. Ч. Толмана, в некоторых случаях посещая курсы физики, преподаваемые ими. Он работал в группе, возглавляемой Эрнестом Титтертоном, членом Британской миссии, и хорошо познакомился с методами экспериментальной физики. Он участвовал в испытаниях по сбрасыванию макетов атомных бомб, которые проводились на армейском аэродроме Вендовер и вспомогательной авиабазе ВМС Солтон-Си, а также работал на полигоне Тринити, где он стал свидетелем ядерного испытания Тринити 16 июля 1945 года. Уволился из армии в 1946 году, но продолжал работать в Лос-Аламосе гражданским лицом ещё год, чтобы заработать деньги. Летом 1948 года он ненадолго вернулся в Лос-Аламос.

## Академическая карьера
Его опыт военного времени побудил В. Л. Фитча принять решение стать физиком. Р. Ф. Бэчер, руководитель физического отдела в Лос-Аламосе, предложил ему должность ассистента в Корнелльском университете, но сначала ему нужно было получить степень бакалавра. Вместо того, чтобы вернуться в Северо-Западный университет или Карнеги-Меллон, он решил поступить в Макгиллский университет, который рекомендовал Э. Титтертон. В. Л. Фитч получил степень бакалавра по электротехники в 1948 году. По совету Джерри Келлогга, который был студентом И. А. Раби в Колумбийском университете и руководил отделом в Лос-Аламосе, В. Л. Фитч решил продолжить обучение в докторантуре в Колумбийском университете. Дж. Келлогг написал ему рекомендательное письмо к И. А. Раби. Дж. Рейнуотер стал его научным руководителем и дал ему статью Дж. Уилера о мю-мезоатомах — атомах, в которых электрон заменён мюоном. Они никогда не наблюдались эксперимента и были полностью теоретическими, но стали хорошей темой для диссертации.
В. Л. Фитч разработал и построил эксперимент по измерению гамма-лучей, испускаемых мю-мезоатомами. Как оказалось, это было хорошее время для их поиска. Колумбия недавно ввела в эксплуатацию в лабораториях Невиса циклотрон, способный производить мюоны; Р. Хофштадтер разработал детектор гамма-лучей на основе активируемого таллием йодида натрия; а достижения военного времени в электронике привели к развитию таких компонентов, как новые фототрубки, необходимые для успешного выполнения задачи. Первоначально ничего не было найдено, но Дж. Рейнуотер предложил расширить поиск за пределы энергетического диапазона, предсказанного Уилером на основе принятого тогда размера радиуса атомного ядра примерно 1,4 × 10−15 м. Когда это было сделано, они нашли излучение, обнаружив при этом, что размеры ядра были ближе к 1,2 × 10−15 м. Он защитил докторскую диссертацию в 1954 году, написав диссертацию на тему «Исследование рентгеновских лучей от мю-мезонных атомов». Диссертация была опубликована в журнале Physical Review в ноябре 1953 года.
В 1949 году В. Л. Фитч женилось на Элизе Каннингем Elise Cunningham, — работавшей в лаборатории Колумбийского университета секретарше. У них было два сына. Элиза умерла в 1972 году, а в 1976 году он женился на Дэйзи Харпер Шарп Daisy Harper Sharp, обзаведясь тем самым двумя падчерицами и пасынком. После получения докторской степени интерес В. Л. Фитча сместился к странным частицам и К-мезонам. В 1954 году он стал преподавать на физическом факультете Принстонского университета, где и провёл остаток своей карьеры. Он был профессором физики класса 1909 года с 1969 по 1976 год, профессором физики Сайруса Фогга Брэкетта с 1976 по 1982 год и заслуженным профессором физики университета Джеймса С. Макдоннелла с 1982 по 1993 год, когда он вышел на пенсию и занял эту должность приглашённого лектора в звании профессора в течение трёх лет до получения почётного звания. Он был заведующим кафедрой физики с 1976 по 1981 год.
В. Л. Фитч провел большую часть своих исследований в Брукхейвенской национальной лаборатории, где он познакомился с Дж. У. Кронином. Они вдвоём играли в бридж по ночам, пока ждали доступа к «Космотрону». Кронин построил детектор нового типа — спектрометр с искровой камерой, и В. Л. Фитч понял, что он идеально подходит для экспериментов с K-мезонами, которые, как предположил физик Йельского университета Роберт Адэр, обладают интересными свойствами, заслуживающими изучения. Они могли распадаться либо на вещество, либо на антивещество. Вместе с двумя коллегами, Джеймсом Кристенсоном и Рене Терли, они поставили свой эксперимент на протонном синхротроне AGS в Брукхейвене. Они обнаружили неожиданный результат. Распад нейтральных K-мезонов не подчинялся CP-симметрии. K-мезоны, распавшиеся на позитроны, сделали это быстрее, чем те, которые распались на электроны. Важность этого результата не сразу была оценена; но по мере накопления доказательств теории Большого взрыва Андрей Сахаров в 1967 году понял, что это объясняет, почему Вселенная в основном состоит из материи, а не из антиматерии. Проще говоря, они нашли "ответ на вопрос физиков: «Почему мы существуем?». За это открытие В. Л. Фитч и Дж. У. Кронин получили Нобелевскую премию по физике 1980 года.
Помимо Нобелевской премии, В. Л. Фитч получил премию Эрнеста Орландо Лоуренса в 1968 году, медаль Джона Прайса Уэтерилла в 1976 году и Национальную научную медаль США в 1993 году. Он был членом Совета спонсоров «Бюллетеня учёных-атомщиков» и консультативной группы по защите JASON. Он был избран членом Американского физического общества в 1964 году и членом Национальной академии наук и Американской академии искусств и наук в 1966 году. В 1981 году В. Л. Фитч стал одним из основателей Всемирного культурного совета и получил премию «Золотая тарелка» Американской академии достижений. Он был президентом Американского физического общества с 1988 по 1989 год, а также работал в ряде правительственных комитетов по науке и научной политике, включая Президентский научный консультативный комитет с 1970 по 1973 год.
В. Л. Фитч является одним из 20 американских лауреатов Нобелевской премии по физике, подписавших письмо, адресованное президенту Дж. У. Бушу в мае 2008 года, с призывом «обратить вспять ущерб, нанесённый фундаментальным научным исследованиям в сводном законопроекте об ассигнованиях на 2008 финансовый год», запросив дополнительное экстренное финансирование для Управления науки Министерства энергетики, Национального научного фонда и Национального института стандартов и технологий.
Он умер в своем доме в Принстоне, штат Нью-Джерси, в возрасте 91 года 5 февраля 2015 года.

## Публикации
- Fitch, V. «Some Notes on Wideband Feedback Amplifiers», Los Alamos National Laboratory, United States Department of Energy (through predecessor agency the Atomic Energy Commission), (March 16, 1949).
- Fitch, V. «A High Resolution Scale-of-four», Columbia University, United States Department of Energy (through predecessor agency the Atomic Energy Commission), (August 25, 1949).

## Награды
- Премия Эрнеста Лоуренса (1968)
- John Price Wetherill Medal[англ.], Институт Франклина (1976)
- Нобелевская премия по физике (1980)
- Национальная научная медаль США (1993)